# Преобразование Ханкеля
В математике преобразование Ханкеля порядка {\displaystyle \nu } функции {\displaystyle f(r)} задаётся формулой
{\displaystyle F_{\nu }(k)=\int \limits _{0}^{\infty }f(r)J_{\nu }(kr)r\,dr,}
где {\displaystyle J_{\nu }} — функция Бесселя первого рода порядка {\displaystyle \nu ,} и {\displaystyle \nu \geqslant -1/2}. Обратным преобразованием Ханкеля функции {\displaystyle F_{\nu }(k)} называют выражение
{\displaystyle f(r)=\int \limits _{0}^{\infty }F_{\nu }(k)J_{\nu }(kr)k\,dk,}
которое можно проверить с помощью ортогональности, описанной ниже.
Преобразование Ханкеля является интегральным преобразованием. Оно было изобретено Германом Ханкелем и известно также под именем преобразование Бесселя — Фурье.

## Область определения
Преобразование Ханкеля функции {\displaystyle f(r)} верно для любых точек на интервале {\displaystyle (0,\infty )}, в которых функция {\displaystyle f(r)} непрерывна или кусочно-непрерывна с конечными скачками, и интеграл
{\displaystyle \int \limits _{0}^{\infty }|f(r)|\,r^{1/2}\,dr}
конечен.
Возможно также расширить это определение (подобно тому, как это делается для преобразования Фурье), включив в него некоторые функции, интеграл которых бесконечен (например, {\displaystyle f(r)=r}).

## Ортогональность
Функции Бесселя формируют ортогональный базис с весом {\displaystyle r}:
{\displaystyle \int \limits _{0}^{\infty }J_{\nu }(kr)J_{\nu }(k'r)r\,dr={\frac {\delta (k-k')}{k}}}
для {\displaystyle k,k'>0}.

## Преобразование Ханкеля некоторых функций
| {\displaystyle f(r)}             | {\displaystyle F_{0}(k)}                                                                                              |
| -------------------------------- | --- |
| {\displaystyle 1}                | {\displaystyle \delta (k)/k}                                                                                          |
| {\displaystyle r}                | {\displaystyle -1/k^{3}}                                                                                              |
| {\displaystyle r^{3}}            | {\displaystyle 9/k^{5}}                                                                                               |
| {\displaystyle r^{m}}            | {\displaystyle {\frac {2^{m+1}\Gamma (m/2+1)}{k^{m+2}\Gamma (-m/2)}}} для нечётных m, {\displaystyle 0} для чётных m. |
| {\displaystyle e^{iar}}          | {\displaystyle {\frac {-ia{\sqrt {k^{2}-a^{2}}}}{(k^{2}-a^{2})^{2}}}}                                                 |
| {\displaystyle e^{a^{2}r^{2}/2}} | {\displaystyle {\frac {-e^{k^{2}/2a^{2}}}{a^{2}}}}                                                                    |